# Sauerländischer Gebirgsverein
Der Sauerländische Gebirgsverein (SGV), ist ein Verein für Wandersport, Radwandern und Nordic Walking. Er ist eingetragen in das Vereinsregister des Amtsgerichts Arnsberg (VR 264). Das Vereinsgebiet umfasst neben dem Sauerland auch das Ruhrgebiet, das Münsterland, das Bergische Land sowie das Siegerland. Er hat 2022 etwa 31.000 Mitglieder.

## Vereinszweck

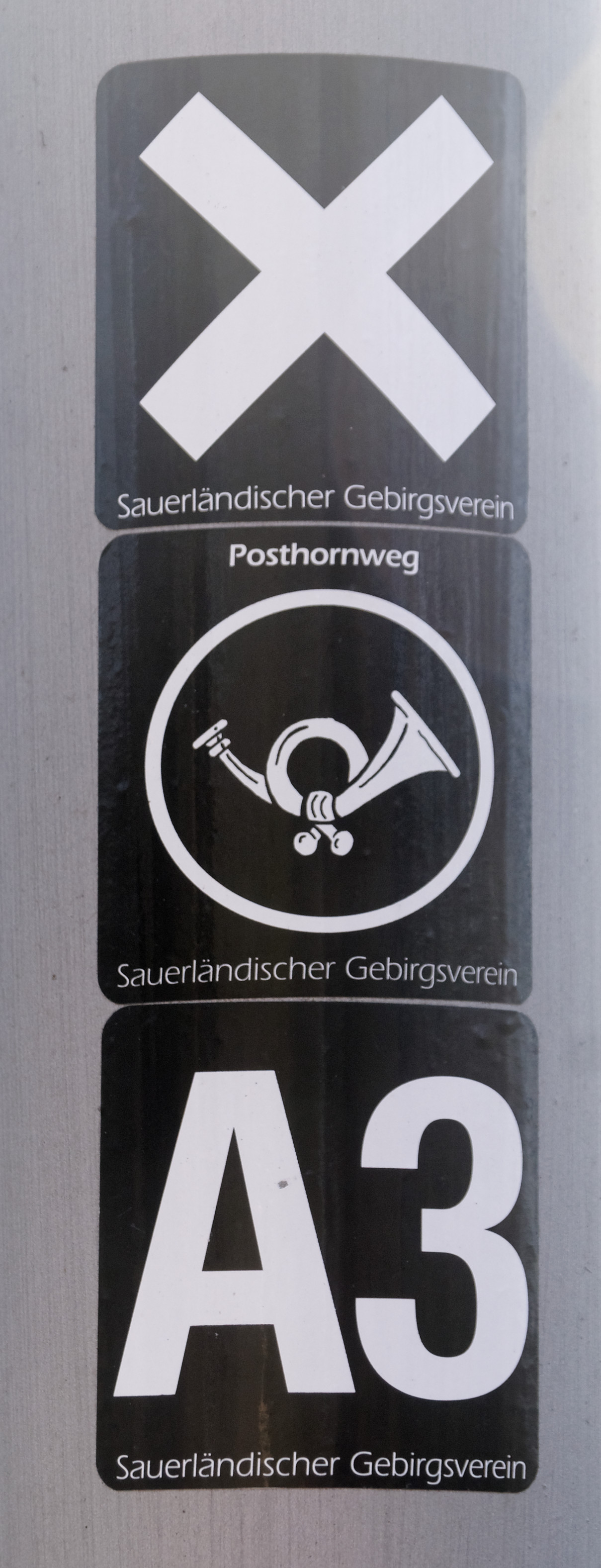
Beschilderung von Wanderwegen des Sauerländischen Gebirgsvereins

Der SGV organisiert Veranstaltungen und engagiert sich im Bereich des Naturschutzes. Der Verein betreut mehrere tausend Wanderwege, darunter zahlreiche Weitwanderwege. Er ist in seinem Wirkungsbereich, neben den Verwaltungen der Naturparke, durch das Land Nordrhein-Westfalen exklusiv legitimiert, in der freien Landschaft Wanderwege mit Wegzeichen zu markieren. Das Wanderwegenetz umfasst eine Länge von rund 34.000 km, wovon rund 4.300 km als SGV-Hauptwanderwege ausgewiesen sind. Im Vereinsbesitz sind mehrere Dutzend Hektar Wald, die erworben wurden, um sie als Naturschutzgebiet widmen zu lassen.
Für die Mitglieder wird vierteljährlich mit einer Auflage von 28.000 Exemplaren das Magazin „Kreuz & Quer“ herausgegeben.

## Geschichte

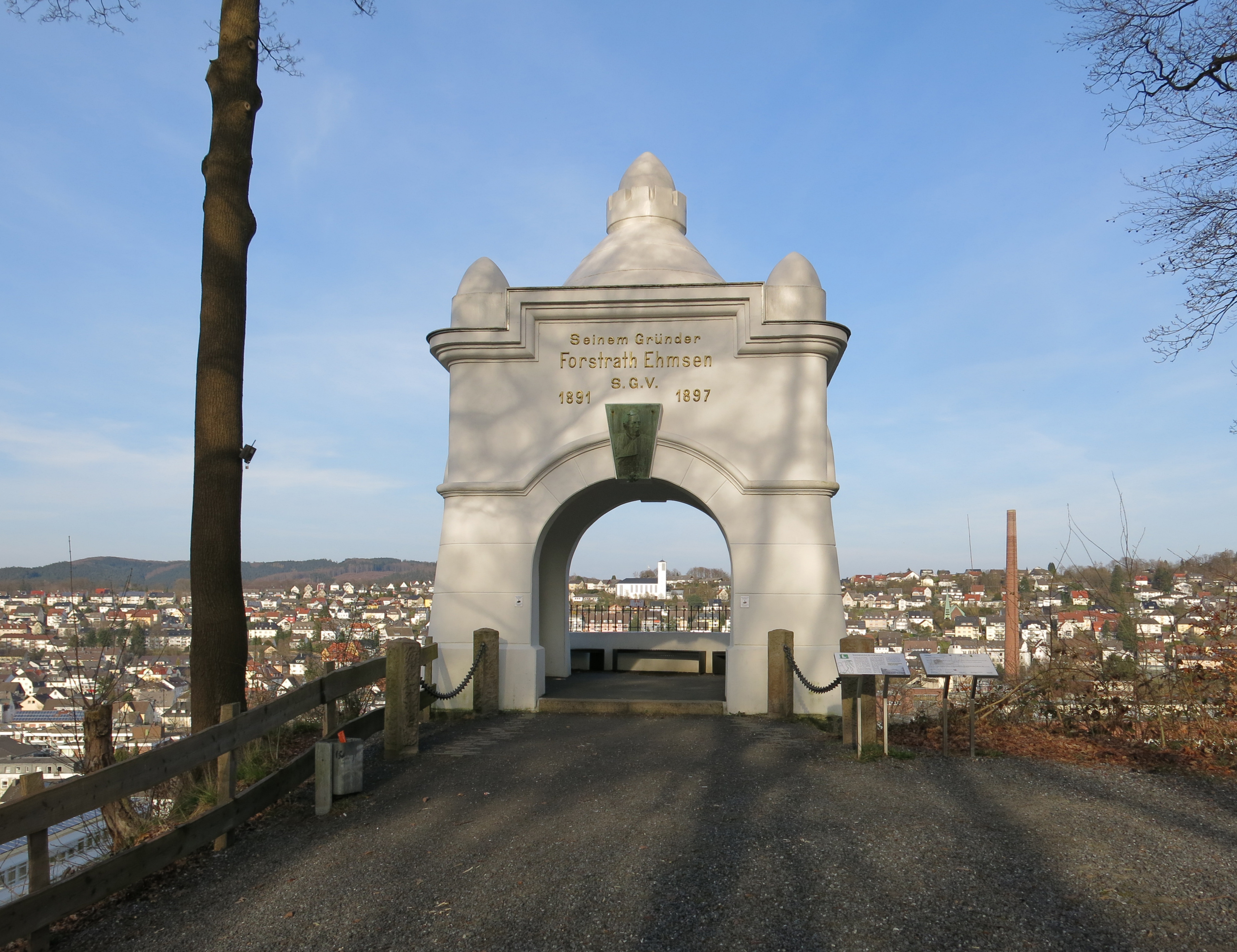
Ehmsendenkmal in Arnsberg

Am 25. Mai 1890 wurde durch den Forstrat Ernst Ehmsen und den Oberlehrer Karl Féaux de Lacroix aus Arnsberg ein Gründungsaufruf zu einem „Sauerländischen Touristenverein“ verfasst, nachdem sie neben Personen aus dem Kollegium von de Lacroix, namentlich die Lehrer Busch, Daldrup, Rosbücker und Stöcker, die Unterstützung zahlreicher sauerländischer Honoratioren gewonnen hatten, darunter Rechtsanwalt Hesse, Amtsgerichtsrat Wilhelm Müller, Apotheker Schwarz und später auch der Arnsberger Bürgermeister Max Löcke.
Mitglieder des offiziellen Gründungskomitee des „Sauerländischen Touristenvereins“ waren neben Ehmsen und de Lacroix der Arnsberger Regierungspräsident Wilhelm Winzer, der Erste Staatsanwalt Spengler (Arnsberg), der Unternehmer und Geheime Kommerzienrat Wilhelm Bergenthal (Warstein), Landrat Hans Carl Federath (Brilon) und Fabrikant Otto Schütte (Schmallenberg-Oberkirchen).
Ehmsen und de Lacroix bildeten kurz darauf eine „Sektion Arnsberg des Sauerländischen Touristenvereins“. In den folgenden Monaten gründete Ehmsen auf seinen forstamtlichen Dienstreisen weitere 44 Abteilungen, wovon 27 bis Anfang 1891 schon soweit waren, dass sie offizielle Aufnahme im Verein fanden; ein Kriterium dafür war ein geordnetes Kassenwesen. Ehmsen gewann dafür in den Orten erneut die Honoratiorenschaft wie Pastoren, Lehrer und Ortsvorsteher sowie vor allem Gastwirte. 1891 wurde der Vereinsname in Sauerländischer Gebirgsverein geändert.
Die erste Generalversammlung trat am 19. Juli 1891 zusammen, mit bereits 54 offiziellen Abteilungen. Aus deren Reihen kamen weitere bekannte Funktionsträger wie der Landgerichtsrat Wiethaut (Hagen), Karl Kneebusch (Dortmund), Rektor R. Rebling (Altena), die neben de Lacroix, Schütte und Müller den ersten Vorstand unter dem Vorsitzenden Ehmsen bildeten. Abteilungen entstanden auch weit außerhalb der Sauerlands, so zum Beispiel in Berlin und in Warschau.
Der Verein förderte die Errichtung zahlreicher Aussichtstürme auf den Sauerländer Höhen. Bereits 1894 waren von den 25 Aussichtstürmen im Sauerland 24 im Besitz des SGV, einzig der Astenturm zählte nicht dazu. Unter Teilen des Vereins wurde dieser Turmbau auch kritisch gesehen, da in diese Projekte umfangreiche finanzielle Mittel des Vereins flossen, die anderweitig nicht mehr zur Verfügung standen. Viele Türme, insbesondere die aus Holz, hielten den Witterungsbedingungen nicht lange stand.
Der Verein entwickelte ein erstes Wanderwegenetz und markierte beliebte Wanderwege mittels Wegzeichen in der Landschaft. 1905 schuf der damalige Vorsitzende der Wegekommission des Hauptvereins und gleichzeitig der Erste Vorsitzende des Ortsabteilung Hagen, der Ingenieur Robert Kolb, eine einheitliche Zeichensystematik und ein Hauptwegenetz, das einheitlich mit dem Wegzeichen Andreaskreuz versehen wurde. Diese Wegzeichen wurden mit weißer Farbe auf Bäumen und anderen geeigneten Stellen aufgetragen.
Seit 1903 veröffentlichte der SGV Beiträge zu dem Themenbereich Naturschutz. Diese Gedanken führten bereits 1911 zum Erwerb von Waldflächen, um sie unter Schutz zu stellen. Im Laufe der Jahrzehnte wurden zu diesem Zweck zahlreiche weitere Flächen von dem Verein erworben. Aus den Reihen des SGV stammte mit Wilhelm Münker ein Mitbegründer der Schutzgemeinschaft Deutscher Wald.
Unter der Führung der SGV-Funktionäre Richard Schirrmann, Wilhelm Münker und Julius Schult wurde 1919 zur Unterstützung der SGV-Jugendarbeit das Deutsche Jugendherbergswerk gegründet.
Einzelne Ortsabteilungen im Ruhrgebiet und dem Bergischen Land gründeten sich bereits um die Wende von 19. zum 20. Jahrhundert und wirkten außerhalb des ursprünglichen Vereinsgebietes. Als in diesen Bereichen flächendeckend Ortsabteilungen bestanden, wurden diese in Gaue und Bezirke zusammengefasst. Nach dem Zweiten Weltkrieg wurde die Gau-Ebene aufgelöst. Vor allem bis in die 1930er Jahre weitete sich das Vereinsgebiet, auch begünstigt durch politische Weichenstellungen in der Zeit des Nationalsozialismus, auf Nachbarregionen des Sauerlands aus.
In der Zeit des Nationalsozialismus wurde der Verein von den Machthabern gefördert, da zum einen die Naturverbundenheit und Traditionalität des bürgerlichen Vereins mit den ideologischen Vorstellungen des Nationalsozialismus in Übereinstimmung zu bringen war und zum anderen der Verein im Gegensatz zur sozialistischen Wanderbewegung, wie die aus der Arbeiterbewegung hervorgegangenen Naturfreunde, eher unpolitische Ziele verfolgte. So kam es zu Enteignungen von Liegenschaften anderer Wandervereine, die anschließend dem SGV zugeschlagen wurden.
In den 1930er Jahren war der Hauptvorsitzende Karl Eugen Dellenbusch als Vizepräsident des Regierungsbezirks Arnsberg und Vizeoberpräsident der Rheinprovinz aktives Parteimitglied der NSDAP und während des Zweiten Weltkriegs als SS-Brigadeführer im Führungsstab von Josef Terboven maßgeblich an der Besetzung Norwegens beteiligt. Nach dem Zweiten Weltkrieg wurde er erneut als Hauptvorsitzender gewählt.
Mit der Schaffung der Autofahrerrundwanderwege in den 1960er in Zusammenarbeit mit dem ADAC Jahren entstand im Vereinsgebiet ein dichtmaschiges Wanderwegenetz, das kaum Lücken aufweist. Die ehrenamtliche Pflege dieses Netzes gestaltete sich zum Ende des 20. Jahrhunderts und darüber hinaus durch einen anhaltenden Mitgliederschwund schwierig. Grund dafür ist eine zunehmende Überalterung in der Mitgliederstruktur. In einzelnen Ortsabteilungen finden sich keine aktiven Mitglieder mehr, die die ehrenamtliche Wegearbeit leisten können oder wollen, so dass Teile des Wegenetzes zu zerfallen drohen.
Der Verein versucht dieser Entwicklung unter anderem durch neue Kampagnen wie das Jugendportal S’Ourland und Reformen wie die Strukturreform, bei der Bezirke zu Regionen zusammengefasst werden sollen, sowie die Wegequalitätsreform 2:1 entgegenzukommen. Bei der 2:1-Wegenetzreform werden viele Wege aus dem Netz gestrichen und dafür andere aufgewertet.

## Hauptvorsitzende/Präsidenten
Eine chronologische Übersicht über alle Präsidenten der SGV seit Gründung:
| Amtszeit  | Name                   |
| --------- | ---------------------- |
| 1891–1893 | Ernst Ehmsen           |
| 1893–1903 | Geh. Justizrat Müller  |
| 1903–1919 | Max Löcke              |
| 1919–1923 | Waldemar Perker        |
| 1923–1933 | Paul Schneider         |
| 1933–1945 | Karl Eugen Dellenbusch |

| Amtszeit  | Präsident                   |
| --------- | --------------------------- |
| 1945–1946 | Hugo Kracht (kommissarisch) |
| 1946–1947 | Josef Heidbüchel            |
| 1947–1953 | Karl Guttmann               |
| 1953–1958 | Karl Eugen Dellenbusch      |
| 1958–1971 | Karl Jellinghaus            |
| –         | –                           |

| Amtszeit  | Präsident         |
| --------- | ----------------- |
| 1979–1991 | Günter Cronau     |
| 1991–2006 | Eberhard Schüle   |
| 2006–2013 | Aloys Steppuhn    |
| 2013–2018 | Andreas Hollstein |
| Seit 2018 | Thomas Gemke      |

## Struktur

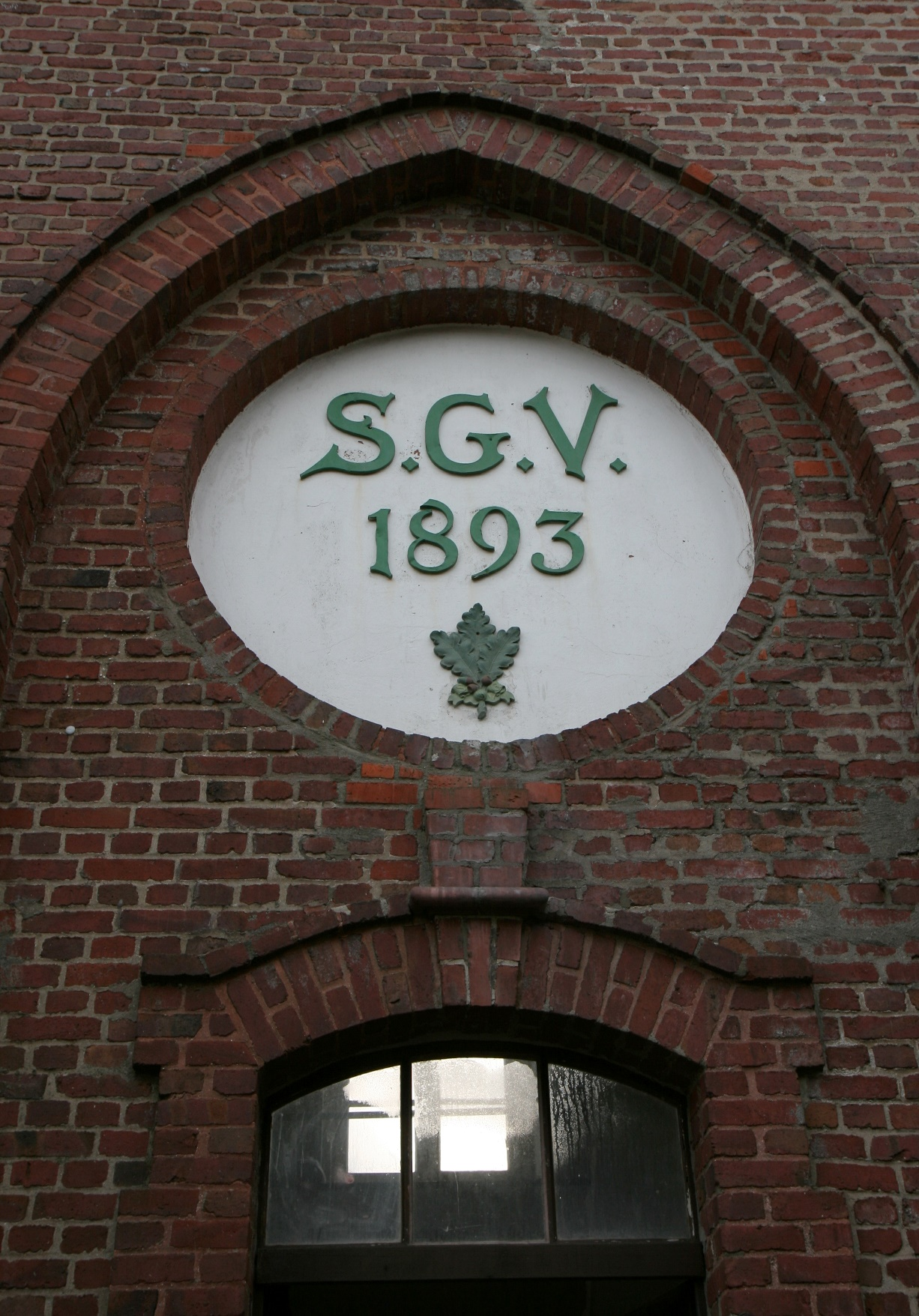
Emblem am Aussichtsturm Karlshöhe in Halver

Das Vereinsgebiet war in 21 Bezirke untergliedert, die sich wiederum aus 259 einzelnen Ortsabteilungen zusammensetzten. Diese Untergruppierungen des Gesamtvereins sind wiederum teilweise rechtlich eigenständig in die Vereinsregister eingetragene Vereine, teilweise aber auch nicht rechtliche eigenständige Abteilungen des Hauptvereins. Die Bezirke und Ortsabteilungen stellen die Delegierten für die Hauptversammlung des Gesamtvereins.
Seit 2005 findet eine Umstrukturierung statt, in deren Rahmen die Bezirke zu neun Regionen zusammengefasst wurden. Am Ende dieses Prozesses soll die Bezirksebene durch die Regionsebene vollständig ersetzt werden und so eine Verschlankung der Strukturen stattfinden.
Die Gliederung der Regionen (neu) in Bezirke (alt) stellt sich aktuell wie folgt dar:
- Region Mittleres Sauerland
  - Bezirk Mittelruhr
- Region Hochsauerland
  - Bezirk Oberruhr
  - Bezirk Astenberg
  - Bezirk Hunau-Wilzenberg
- Region Märkisches Sauerland
  - Bezirk Mark
  - Bezirk Volme
  - Bezirk Unterlenne
- Region Südsauerland
  - Bezirk Südsauerland
- Region Hellweg-Lippe-Möhne
  - Bezirk Hellweg-Lippe
  - Bezirk Möhne
- Region Ruhrgebiet West/Münsterland
  - Bezirk Emscher-Lippe
  - Bezirk Unterruhr
  - Bezirk Münster
- Region Ruhrgebiet Ost
  - Bezirk Hagen
  - Bezirk Ennepe
  - Bezirk Dortmund-Ardey
  - Bezirk Bochum
- Region Bergisches Land/Rheinland[5]
  - Bezirk Bergisches Land[6]
  - Bezirk Niederberg[6]
- Region Siegerland/Wittgenstein
  - Bezirk Siegerland
  - Bezirk Wittgenstein

Dem Präsidium des Gesamtvereins gehören ein Präsident, drei Vizepräsidenten, ein Schatzmeister und die neun Regionalvertreter an. Zum Vorstand gehören Referenten für die Fachreferate Wandern + Freizeit, Wege, Kultur, Medien, Deutsche Wanderjugend, Familie, Naturschutz & Landschaftspflege, Heime & Hütten.
Der Beirat setzt sich aus Honoratioren und Vertretern befreundeter Verbände zusammen. Der Gesamtverein betreibt eine Hauptgeschäftsstelle mit hauptamtlichen Geschäftsführer, der für die Vereinsverwaltung, die Jugendbildungsstätte und die vereinseigene Wanderakademie zuständig ist.
Der Verein ist Gesellschafter einer Marketing GmbH, die für Marketing, Kommunikation, Veranstaltungsmanagement und Sponsoring zuständig ist.

## Auszeichnungen
Die folgenden Abteilungen erhielten die Eichendorff-Plakette:
- 1990 Abteilung Altena[7]
- 1990 Abteilung Attendorn[7]
- 1990 Abteilung Bad Berleburg[7]
- 1990 Abteilung Bochum[7]
- 1990 Abteilung Herscheid[7]
- 1990 Abteilung Hohenlimburg[7]
- 1990 Abteilung Iserlohn[7]
- 1990 Abteilung Lippstadt[7]
- 1990 Abteilung Menden[7]
- 1990 Abteilung Meschede[7]
- 1990 Abteilung Neheim[7]
- 1990 Abteilung Oberkirchen[7]
- 1990 Abteilung Plettenberg[7]
- 1990 Abteilung Soest[7]
- 1990 Abteilung Warstein[7]
- 1990 Abteilung Werdohl[7]
- 1990 Abteilung Witten[7]
- 1991 Abteilung Allendorf[7]
- 1991 Abteilung Arnsberg[7]
- 1991 Abteilung Assinghausen[7]
- 1991 Abteilung Balve[7]
- 1991 Abteilung Brilon[7]
- 1991 Abteilung Dahl[7]
- 1991 Abteilung Dortmund-Hörde[7]
- 1991 Abteilung Fleckenberg[7]
- 1991 Abteilung Hagen[7]
- 1991 Abteilung Halver[7]
- 1991 Abteilung Hamm[7]
- 1991 Abteilung Hemer[7]
- 1991 Abteilung Hörde[8][9]
- 1991 Abteilung Hüsten[7]
- 1991 Abteilung Iserlohn[10]
- 1991 Abteilung Lüdenscheid[7]
- 1991 Abteilung Münster[7]
- 1991 Abteilung Olsberg[7]
- 1991 Abteilung Siedlinghausen[7]
- 1991 Abteilung Sundern[7]
- 1991 Abteilung Unna[7]
- 1992 Abteilung Dahle[7]
- 1992 Abteilung Freienohl[7]
- 1992 Abteilung Siegen[7]
- 1992 Abteilung Westhofen[7]
- 1993 Abteilung Heinsberg[7]
- 1993 Abteilung Kierspe[7]
- 1993 Abteilung Krombach[7]
- 1993 Abteilung Nuttlar[7]
- 1995 Abteilung Grüne[7]
- 1995 Abteilung Welschen-Ennest[7]
- 1996 Abteilung Klafeld-Geisweid[7]
- 1997 Abteilung Belecke[7]
- 1997 Abteilung Hattingen[7]
- 1997 Abteilung Hirschberg[7]
- 1997 Abteilung Netphen[7]
- 2001 Bezirk Unterlenne[11]
- 2002 Abteilung Meggen[7]
- 2005 Abteilung Evigsen[7]
- 2006 Abteilung Bruchhausen[7]
- 2006 Abteilung Oeventrop[7]
- 2007 Abteilung Dahlerbrück[7]
- 2007 Abteilung Hallenberg[7]
- 2008 Abteilung Müsen[7]
- 2010 Abteilung Weidenau[7]
- 2011 Abteilung Düsseldorf[7]
- 2011 Abteilung Ferndorf-Kreuztal[7]
- 2012 Abteilung Letmathe[7][12]
- 2013 Abteilung Duisburg[7][13]
- 2015 Abteilung Zinse[14]
- 2016 Abteilung Oberhundem[15]

## Siehe auch

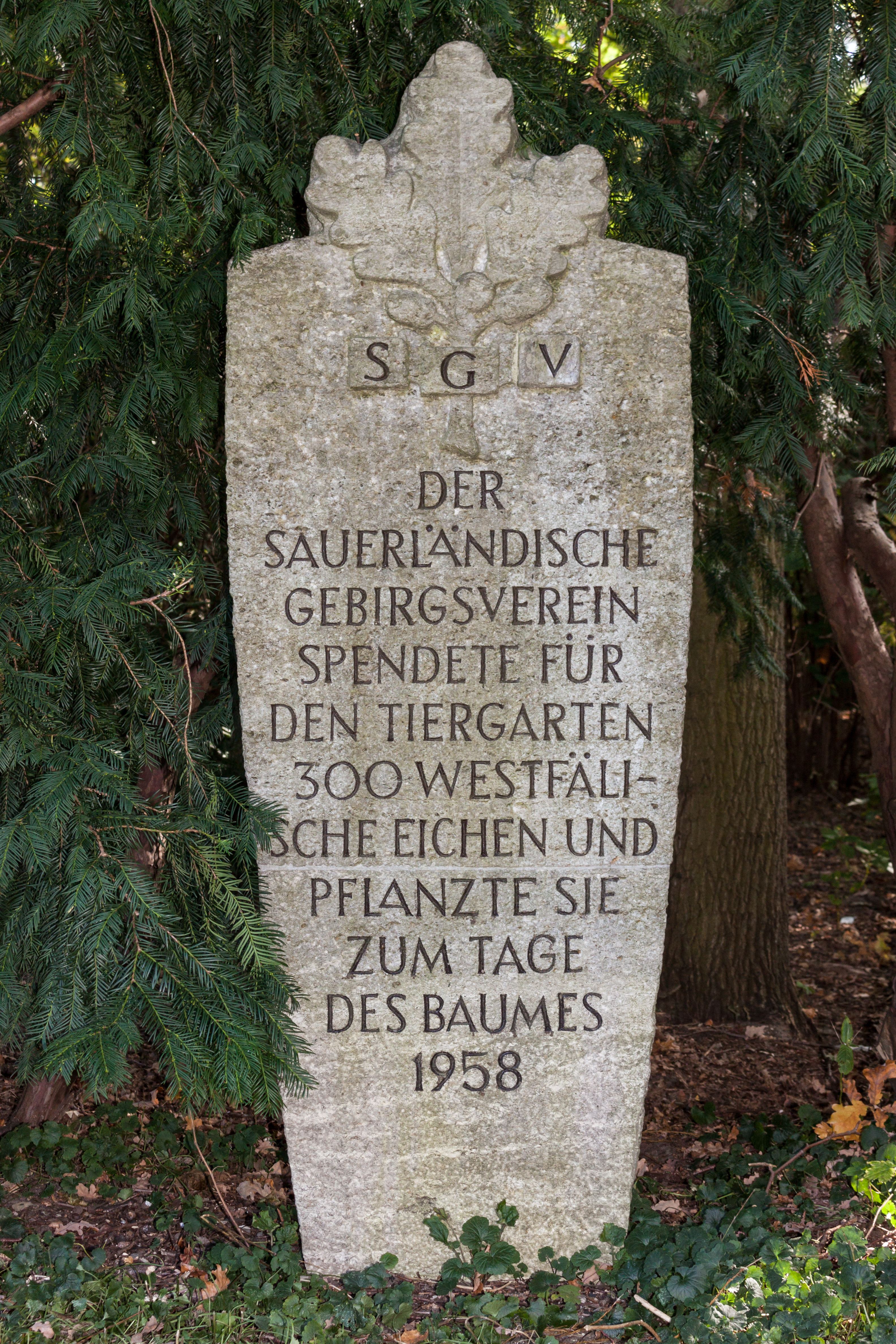
Erinnerungsstein im Großen Tiergarten